# Illa de Cortegada
L'illa de Cortegada és la més gran de l'arxipèlag del mateix nom, situat a la província de Pontevedra, a prop de l'estuari del riu Ulla, a la ria d'Arousa, davant les costes de Carril, al municipi de Vilagarcía de Arousa. L'arxipèlag, que també conté altres illes com les Malveiras o les Briñas, està inclòs al Parc nacional de les Illes Atlàntiques.
Durant la baixamar s'uneix a terra ferma. Té una extensió de 5 hectàrees i una superfície de 2,5 quilòmetres quadrats amb algunes platges i dos petits turons de 20 metres d'altitud coberts per una flora abundant, el bosc de llorers més gran de la península Ibèrica, pins i altres espècies.